# Paradela (La Estrada)

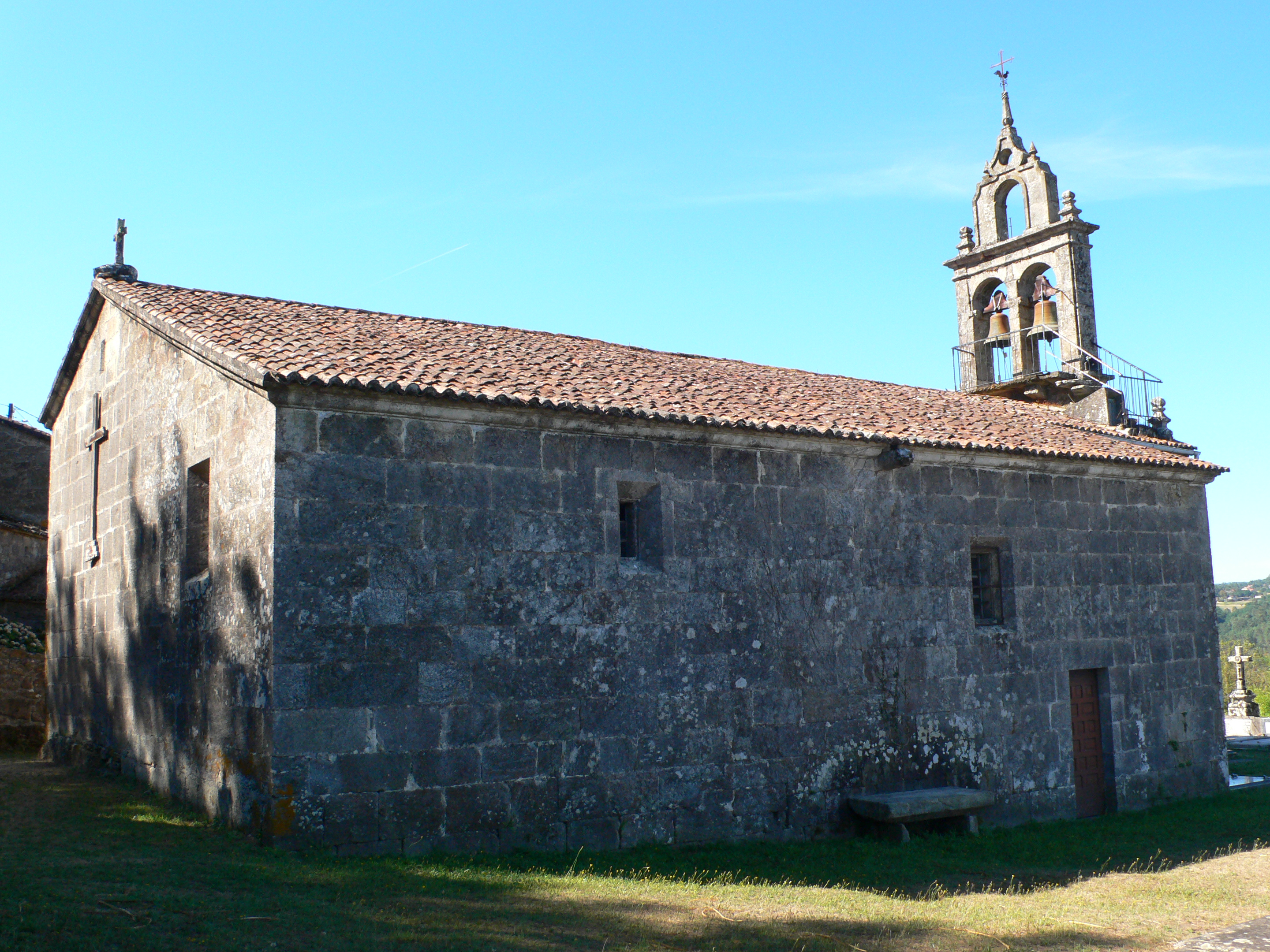
Iglesia De Santa María de Paradela

Paradela es una parroquia del norte del ayuntamiento gallego de La Estrada, en la provincia de Pontevedra, España.
Limita con las parroquias de Riveira, Barbud y Santeles.
En 1842 tenía una población de hecho de 197 personas. En los veinte años que van de 1986 a 2006 la población pasó de 270 a 213 personas, lo cual significó una pérdida del 21,11%.
- Datos: Q3396837
- Multimedia: Paradela, A Estrada / Q3396837

En esta parroquia se encuentra un viejo puente medieval